# Glazačov
Glazačov je priimek več oseb:
- Ivan Vasiljevič Glazačov, sovjetski general
- Konstantin Glazačov, hokejist